# Reprezentacja Nowej Kaledonii w piłce ręcznej mężczyzn
Reprezentacja Nowej Kaledonii w piłce ręcznej mężczyzn – zespół narodowy reprezentujący Nową Kaledonię w rozgrywkach międzynarodowych. Do największych sukcesów drużyny należą:
2x II miejsce w Pucharze Narodów Oceanii w piłce ręcznej (lata 2004 oraz 2006),
1x I miejsce w Pucharze Narodów Oceanii w piłce ręcznej (rok 2008)